# Dobray (Adelsgeschlecht)

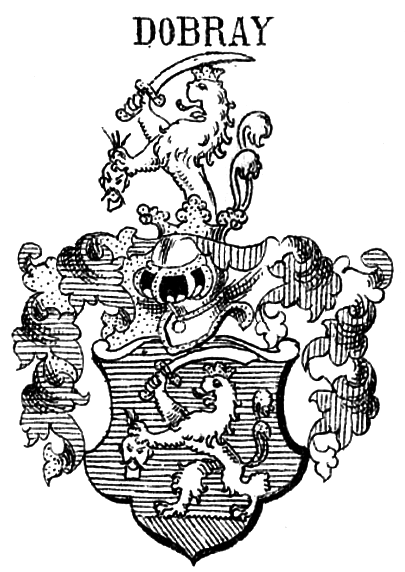
Wappen um 1894

Dobray, historisch auch Dobray v. Eger resp. Dobray de Eger / Dobray alias Egry, ist der Name einer oberungarischen Familie aus dem alten Briefadel, die ihren Adels- und Wappenbrief im Jahr 1646 von König Ferdinand III. erhielt. Die weitverzweigte Familie hatte einst Besitzungen in den Komitaten Zemplén und Bihár.

## Geschichte
Die Stammreihe der Familie beginnt mit der Verleihung des Adels- und Wappenbriefes an Mihály (Michael) und Illés (Elias) Egry aliter Dobray am 2. November 1646. Die auf dem Wappenbrief abgebildeten Verzierungen links des Wappens (Kriegsbeute, Reiter) könnten auf Kampfesleistungen als Grund für die Nobilitierung hinweisen, was aber im Brief selbst nicht belegt ist.
Um 1650 siedelte die Familie im österreichisch-ungarischen Grenzgebiet im Komitat Vas und zu dieser Zeit sind Namensträger der Dobray dort als Armalisten nachgewiesen.

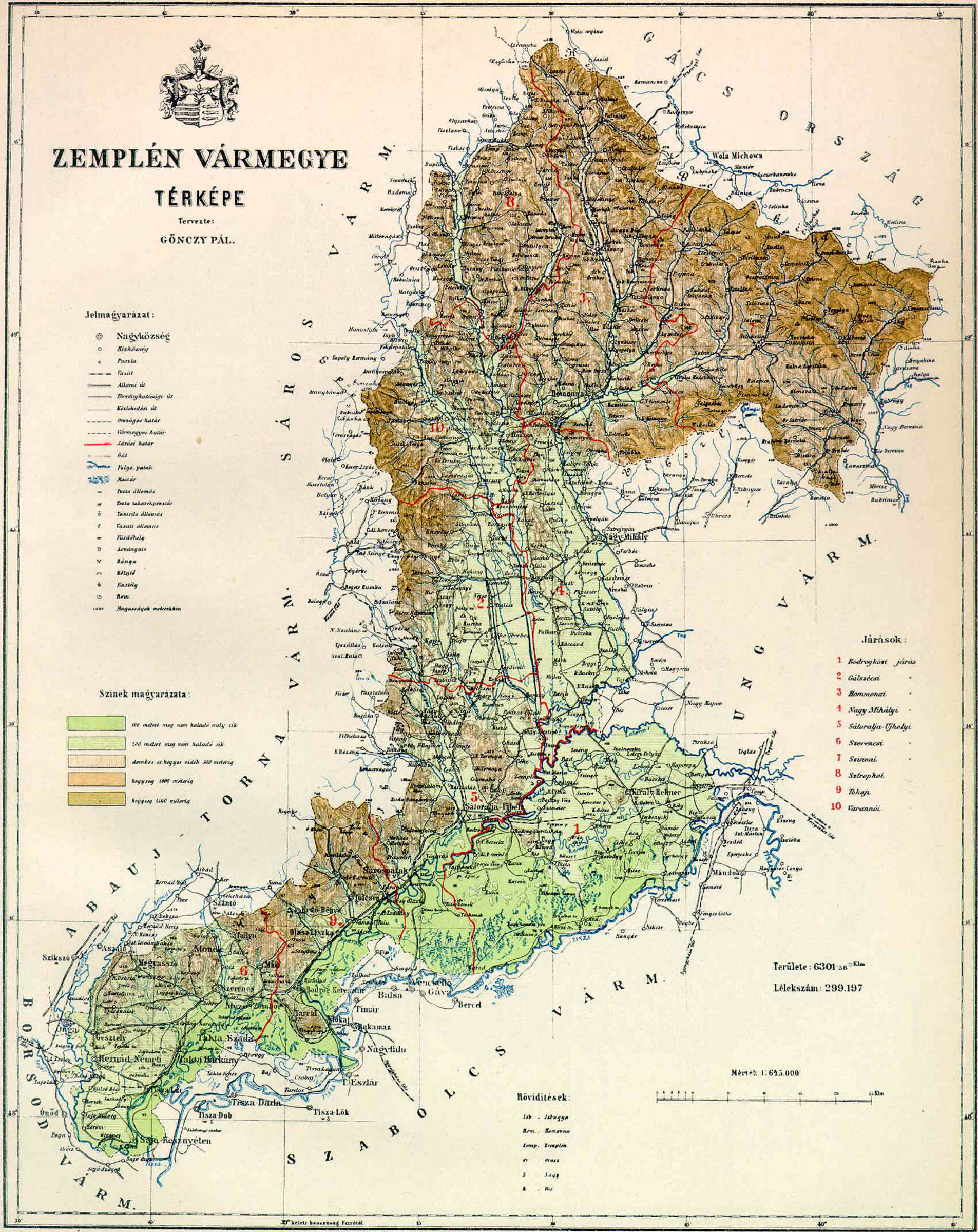
Karte des Komitats Zemplén um 1890

Spätestens ab dem 17. Jahrhundert lebten verschiedene Zweige der Familie auch in Oberungarn in den Komitaten Zemplén, Bihár und Szilágyi (im heutigen Rumänien). Erwähnenswert ist etwa Mihály P. Dobray, der an den Lateinschulen in Debrecen und Sárospatak gelernt hatte und anschließend an verschiedenen niederländischen Universitäten und in England Theologie studierte. In der ersten Volkszählung nach der türkischen Besatzung Ungarns 1720 ist György (Gregorius) Dobray in Sárospatak genannt, ebenso wie weitere Dobrays in Dobra im Komitat Zemplén und in der Stadt Karczag. Bei der allgemeinen Adelskonskription 1745/55 wurde József Dobray im Komitat Zemplén aufgenommen.
Im 17. – 19. Jahrhundert finden sich zahlreiche evangelisch-reformierte Pfarrer (prédikátor, lelkész), die aus verschiedenen Zweigen der Adelsfamilie stammen.
Daneben gehören Namensträger zum grundbesitzenden Adel. Im Jahr 1769 sind in der Elenchus Actorium Nobilitarium Mitglieder der Familie im Komitat Zemplén bezeugt, namentlich Dobray (aliter Egri) József und seine Söhne Mihály und Zsigmond mit Besitzungen in Nagyroszvágy, einer kleinen Ortschaft nur etwa 30 km von Sárospatak gelegen. Mitte des 19. Jahrhunderts war die Familie in Nagyroszvágy und im benachbarten Kisroszvágy begütert. Um 1792 lebten in Debrecen im Komitat Bihár Áron Dobrai und seine Frau, die aus dem Zweig des Mihály Dobray stammten, der 1646 den Adelsbrief erhalten hatte. In der Ortschaft Hogyis (Komitat Bihár, heute Hodis in Rumänien) besaß die Familie des Gábor Dobray Land, das sie verpachtete. Eine Nachkommin dieser Linie (Karolina Egri Dobray) heiratete in den europäischen Hochadel ein.
In Debrecen waren der Privatier István Egri Dobray und seine Frau Zsuzsánna Kovács Horváth bekannt. Das kinderlose Ehepaar hinterließ ein beträchtliches Vermögen, das in Form einer Stiftung zur Unterstützung von Studenten des Kollegs in Debrecen und Spenden an zahlreiche andere wohltätige Organisationen der lokalen Bevölkerung zugutekam.

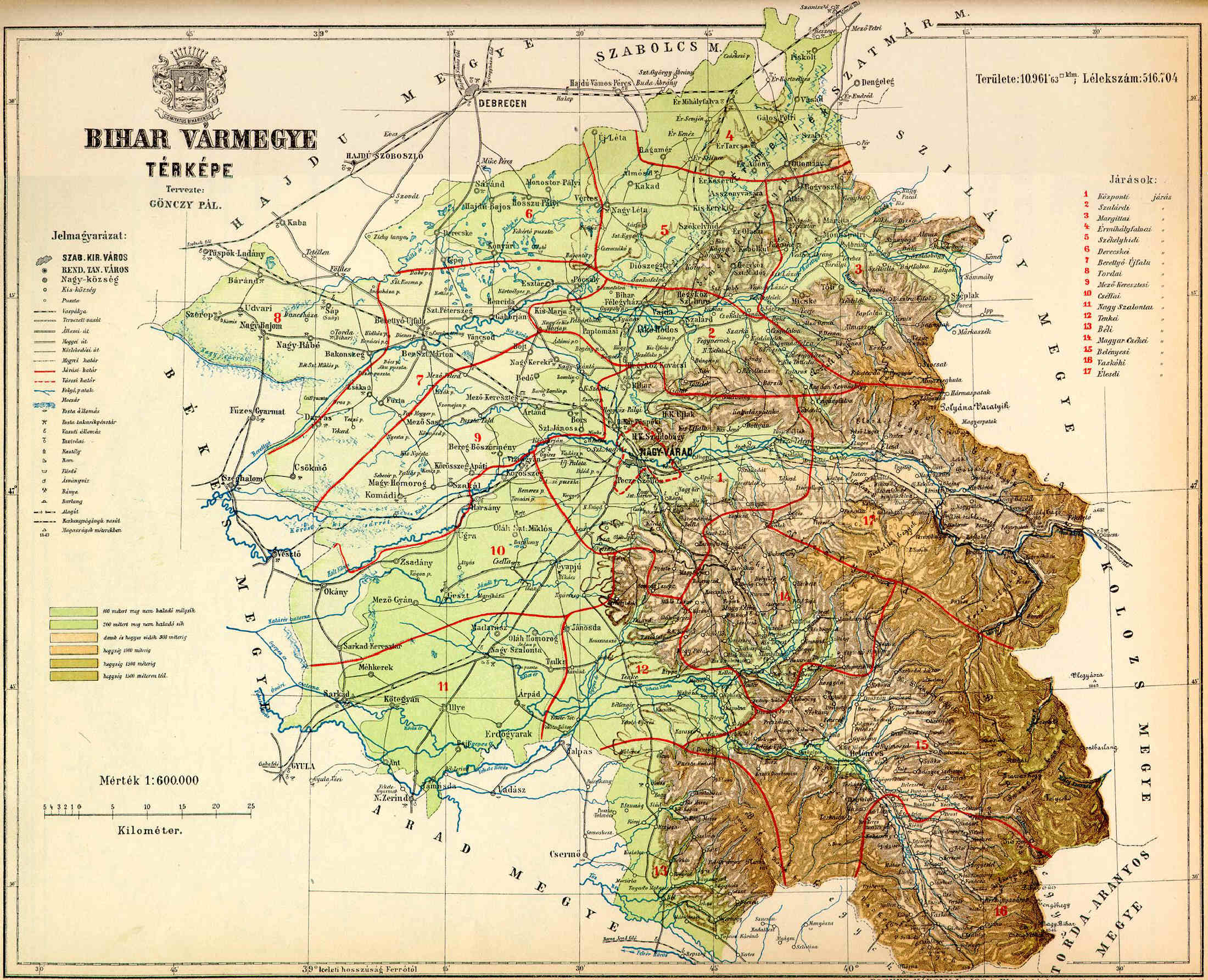
Karte des Komitats Bihár um 1891

Im 19. Jahrhundert lebten Mitglieder der Familie Dobray de Eger vor allem in den Städten Karcag, Debrecen, Szentes und Szatmár Németi (Satu Mare), wo sie unter anderem öffentliche Ämter bekleideten. Der Verwaltungsbeamte Dr.-jur. László Dobray (1904–1975), verließ 1945 die ungarische Heimat und siedelte nach Deutschland über, wo er bis zu seinem Tod als Maler lebte. Nachkommen dieser Linie leben bis heute in Niederbayern. Die Zweige in Debrecen, Szentes und Karczag gelten als erloschen.

## Bekannte Familienmitglieder
Bekannte Personen aus der jüngeren Teilabstammung sind:
- András / Endre Dobray (1814–1879), Hydrotherapeut und Herausgeber einer Lokalzeitung in Karcag
- Endre / András Dobray (1847–1883), Stadtkapitän von Karcag, um 1883 von den von ihm verfolgten Betyáren ermordet
- Dr.-jur. László Dobray (1859–?), Rechtsanwalt, Leiter der Stadtsparkasse und Bürgermeister der Stadt Karcag[12]
- Elemér Dobray (1875–1955), Schuldirektor bei Karczag
- Isvtán Egri Dobray (1817–1895), Privatier in Debrecen
- József Egri Dobray (1811–1880), Rechtsanwalt und Staatsanwalt in Debrecen
- Dr.-jur. László Endre Dobray (1904–1975), bekannter Bärenjäger, Főszolgabiró (österr. Bezirkshauptmann, dt. Landrat)[1], später Maler

## Wappen
Das Stammwappen zeigt im Schild auf Blau und grünem Rasen einen aufrecht stehenden, doppelschwänzigen Löwen, mit erhobenem Krummsäbel in der Rechten und einem abgetrennten Türkenkopf in der Linken. Auf der Helmkrone steht als Helmzier derselbe Löwe mit Säbel und Türkenkopf, der Hals des Tiers ist von einem Pfeil durchbohrt. Die Helmdecken sind in blau-gold (links) und rot-silber (rechts) ausgeführt.
Die Beschreibung des Wappens im Wappenbrief bezeichnet die beiden Löwen als gekrönt, was auf der bildlichen Darstellung auf dem Wappenbrief allerdings nicht ausgeführt wurde.
Wappen um 1882: wie Stammwappen, Löwen allerdings gekrönt, aber der Hals des Löwen ist nicht von einem Pfeil durchbohrt. Die Farbe der Helmdecken wurde geändert in rot-silber (links) und blau-gold (rechts).
|  |  |
|  |  |